# Kelheim Fibres
Die Kelheim Fibres GmbH ist ein Unternehmen der chemischen Industrie mit Sitz in Kelheim in Niederbayern. Das Unternehmen hat sich auf die Herstellung von Viskosefasern spezialisiert.

## Geschichte
Kelheim Fibres geht zurück auf die 1935 gegründete Süddeutsche Spinnfaser AG, welche bereits kurze Zeit später unter dem Namen Süddeutsche Zellwolle AG die Produktion von Viskosespinnfasern aufnahm.
In den 1960er Jahren erfolgte erneut eine Umbenennung in Süddeutsche Chemiefaser AG. Man begann auch mit einer Ausweitung der Produktion und führte die Herstellung von Polyacrylnitrilspinnfasern ein. 1968 erwarb die Hoechst AG eine Mehrheitsbeteiligung an dem Kelheimer Unternehmen und gliederte es nur wenige Jahre später in den Hoechst-Konzern als Werk Kelheim ein.
Januar 1994 erfolgte die Ausgliederung aus der Hoechst AG als Faserwerk Kelheim GmbH und Gründung eines Joint Venture Courtaulds European Fibres mit der britischen Courtaulds plc.
1998 übernahm die niederländische Akzo Nobel N. V. und benannte das Werk um in Acordis Kelheim GmbH.
2004 wurde das Werk vom Private-Equity-Fonds „EQUI-Fibres“ gekauft, der Viskosefaserbereich in Kelheim Fibres GmbH umbenannt und 2005 der Acrylfaserbereich als Tochtergesellschaft DOLAN GmbH ausgegliedert.
Die österreichische Lenzing AG erwarb zum 1. Januar 2008 die Dolan GmbH, der geplante mehrheitliche Erwerb der Kelheim Fibres GmbH wurde aus kartellrechtlichen Gründen aber 2012 untersagt. Lenzing betreibt auf dem Werksgelände seit 2008 als Joint Venture auch die kleine Spezialitätensparte European Precursor GmbH.
Im Jahr 2024 stellte das Unternehmen aufgrund des massiven Preisverfalls einen Insolvenzantrag.

## Produkte und Marken
Kelheim Fibres hat sich auf die Herstellung von Viskosefasern spezialisiert. Auf dem Gebiet der Hygienefasern ist die Firma Marktführer. 2020 wurden etwa 90.000 Tonnen Fasern produziert. Kelheim Fibres ist der weltweit führende Hersteller von Viskose-Spezialfasern. Zu den bekannten Marken des Unternehmens gehören Danufil, Galaxy, Viloft und Outlast.